# Frits Jan Willem den Ouden
Kaptein b.d. Frits Jan Willem den Ouden (Den Haag, 23 juli 1914 – Breda, 31 juli 2012) was een bommenwerperpiloot in de Militaire Luchtvaart van het Koninklijk Nederlands Indisch Leger (ML-KNIL) tijdens de Tweede Wereldoorlog.

## Loopbaan
Zijn ouders waren sinds zijn vijfde gescheiden en als kind woonde hij met zijn vader. Vader Den Ouden was officier in de Atjeh-oorlog en gouverneur van Bali. Hij overleed toen Den Ouden 16 was. Tijdens de crisisjaren koos hij, vanwege de lage opleidingskosten, voor een opleiding aan de KMA te Breda.
Na zijn studie aan de KMA werd hij op 2 augustus 1936 benoemd tot 2e luitenant der Artillerie bij het KNIL en gestationeerd in Soerabaja. Niet lang daarna werd hij commandant van het Fort Tjowek op Madoera. Vanaf 1 januari 1938 stond hij ingeschreven op de vliegschool op vliegbasis Kalidjati en behaalde op 28 juni 1939 het groot militair vliegbrevet, zes maanden later volgde het waarnemersbrevet.

### Tweede Wereldoorlog
Den Ouden werd geplaatst bij de 1ste Vliegtuiggroep te Vliegbasis Andir, dit tot het uitbreken van de oorlog tegen Japan. Vervolgens werd hij met zijn eenheid naar Samarinda II gezonden, vanaf hier heeft hij verschillende bomaanvallen met Glenn-Martin bommenwerpers gedaan op vijandelijke doelen. Voor zijn inzet is hem bij Gouvernements-Besluit het Vliegerkruis toegekend. Hij werd later op 12 februari 1942 bij Koninklijk Besluit voor zijn inzet tijdens de Slag in Straat Makassar benoemd tot Ridder der 4e klasse in de Militaire Willems-Orde. Voor de capitulatie van het KNIL is hij op 6 maart 1942 uitgeweken naar Adelaide, Australië van waaruit hij al spoedig naar de Verenigde Staten vertrok. Voor de drie kinderen waar hij op dat moment voor zorgde regelde hij opvang in Nederland. In de Verenigde Staten werd hij ingedeeld bij de Royal Netherlands Military Flying School te Jackson, Mississippi (RNMFS). Na de opheffing van de RNMFS keerde hij terug naar Australië om bij het No. 18 (Netherlands East Indies) Squadron te dienen, waarvoor hij vele missies vloog in de North American B-25 Mitchell bommenwerper. Op 11 augustus 1949 kwam hij terug naar Nederland.
Zijn traumatische ervaringen tijdens de politionele acties deden hem besluiten zijn militaire carrière te beëindigen. Op 15 juni 1950 werd hem eervol ontslag uit de militaire dienst verleend. Hij trouwde in Nederland waar zijn gezin aangevuld werd met een dochter.

### Naoorlogse loopbaan en dood

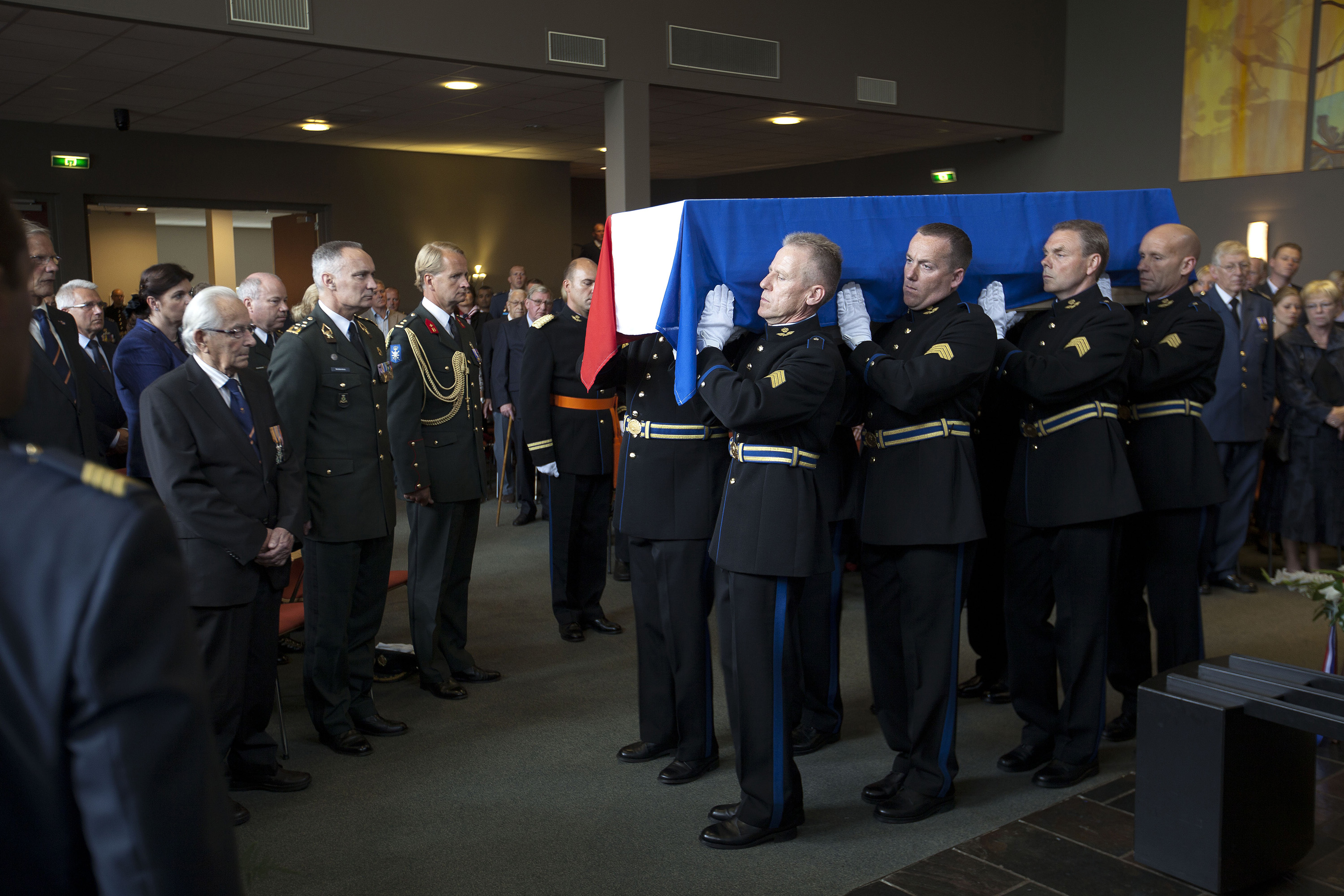
Begrafenis van Den Ouden met militaire eer, de kist wordt gedragen door luchtmachtmilitairen

Jarenlang werkte Den Ouden als directeur voor W.J. Stokvis Koninklijke Fabriek van Metaalwerken en in 1970 richtte Den Ouden de voormalige scheepswerf 'De Amer' op. Er werden jaarlijks 100 motorboten gemaakt die vooral voor patrouilles gebruikt werden. De markt hiervoor was wereldwijd, van Florida tot Hongkong. Toen hij zestig was verkocht hij het bedrijf voor twee miljoen gulden en ging hij met pensioen. In 1982 werd hij weduwnaar. Hij hertrouwde op hoge leeftijd.
Op 18 januari 2012 overleed zijn echtgenote en een half jaar later stierf Den Ouden ook, acht dagen na zijn 98e verjaardag. Zijn uitvaartplechtigheid vond op 8 augustus 2012 met militaire eer plaats, waarna zijn lichaam werd gecremeerd. Vier historische vliegtuigen voerden tijdens de plechtigheid een missingmanformatie uit boven Breda.

## Decoraties
- Militaire Willems-Orde, Ridder vierde klasse (K.B. 12 februari 1942)[1]
- Vliegerkruis (K.B. 10 januari 1942)[2]
- Oorlogsherinneringskruis, 3 gespen
- Ereteken voor Orde en Vrede, 3 gespen
- Vaardigheidsmedaille van het Koninklijk Nederlandsch-Indisch Leger
- War Medal 1939-1945